# Geoffrey Hull
Geoffrey Stephen Hull (6 de setembro de 1955) é um linguista, etnólogo e  historiador australiano, que fez contribuições para o estudo das línguas românicas, célticas, eslavas, semitas, austronésias (como o tétum de Timor-Leste) e papuásias, em particular no que se refere à relação entre linguagem e cultura.  

## Biografia
De ascendência inglesa e escocesa do lado paterno, a sua família materna pertencia à comunidade latina do Egipto (de origem mista maltesa, veneziana, triestina e francesa), que deixou o país durante o período de nacionalização do pós-guerra (1946-1957). Ele cresceu familiarizado com a grande variedade de línguas faladas na sua família alargada (francês, maltês, vários dialetos italianos da Itália, occitano, esloveno, grego e árabe).

## Educação e carreira académica
Estudou Letras na Universidade de Sydney (1974-1982), completando um doutoramento em linguística histórica, após pesquisas dialectológicas na Itália e na Suíça. A sua tese de doutoramento  foi uma reconstrução da língua padana subjacente aos dialetos galo-italianos, vênetos e reto-românicos modernos. Antes de completar o doutoramento, realizou também estudos de filosofia e teologia na Aquinas Academy de Sydney. 
Na sua carreira académica Hull tem ensinado nas áreas da linguística e das línguas europeias modernas e clássicas em várias universidades australianas:  Sydney University, Melbourne University, University of Wollongong  e noutras instituições de ensino superior australianas; é também um lexicógrafo profissional e um tradutor que trabalha em mais de uma dúzia de línguas. 
Atualmente é professor adjunto da Macquarie University, em Sydney. .

### Realizações em Timor-Leste e trabalho a favor da língua tétum
O tétum é uma língua que partilha muitas palavras com o português. Não era na origem uma língua crioula de base lexical portuguesa, como o crioulo cabo-verdiano, mais com a chegada dos portugueses à ilha, o tétum apodera-se de vocábulos portugueses (tal como já tinha feito em certo grau com termos malaios) e integra-os no seu léxico, tornando-se uma língua crioula simplificada ao nível da morfossintaxe -- nasce o tétum-praça (em tétum: tetun-prasa). Nos anos 1990 Geoffrey Hull ajudou a Liderança de Timor-Leste no exílio na tarefa de padronização do tétum e na criação de uma gama de recursos linguísticos e literários para esta e outras línguas de Timor-Leste, então sob ocupação indonésia.  . Também foi membro de uma delegação pro direitos humanos organizada pelo Australian Catholic Social Justice Council, que visitou o país em 1997, em meio a uma escalada de violência, e que fez um relatório apresentado às Nações Unidas, à Comissão de Direitos Humanos da Indonésia, ao Governo da Austrália e ao Vaticano. Em setembro de 1999, Hull depôs perante o Senado australiano sobre os abusos que tinha presenciado em Timor-Leste durante as visitas anteriores .  De 2001 a 2007 foi director de pesquisas e publicações do Instituto Nacional de Linguística, a autoridade linguística nacional do Estado independente de Timor-Leste. Foi também o organizador, principal autor e editor do dicionário nacional de tétum  e foi fundador e co-editor da revista académica Estudos de Línguas e Culturas de Timor-Leste. Os seus serviços para as línguas de Timor Leste são da maior importância e foram valorizados pela Administração Transitória das Nações Unidas em Timor-Leste UNTAET, liderada de dezembro de 1999 a maio de 2002 pelo brasileiro Sérgio Vieira de Mello.  
Pelo seu trabalho fundamental a favor do tétum, Geoffrey Hull é comparável a personalidades como Koldo Mitxelena para o idioma basco (euskera) (em Espanha), Eliezer Ben Yehuda para o hebraico em (Israel), Ivar Aasen e Knud Knudsen para a língua da Noruega, Johannes Aavik para a Estônia, e Taras Shevchenko para a Ucrânia, entre outros.

### Outras áreas de interesse
Fora do campo da linguística, Geoffrey Hull é conhecido pelos seus trabalhos sobre questões religiosas, principalmente as causas históricas e o impacto sócio-cultural das reformas da igreja na década de 1960 sobre a Igreja Católica Latina e as tradições orientais católicas . 

## Obras publicadas
- 1982 The Linguistic Unity of Northern Italy and Rhaetia, tese, Western Sydney University, Macarthur.
- 1987 “La lingua ‘padanese’: Corollario dell’unità dei dialetti reto-cisalpini”. Etnie: Scienze politica e cultura dei popoli minoritari, 13.
- 1988 “Franco-Maltese”. In James Jupp, ed., The Australian People: An Encyclopedia of the Nation, its People and their Origins. Sydney: Angus and Robertson.
- 1989 Polyglot Italy: Languages, Dialects, Peoples, Melbourne,CIS Educational.
- 1989 “Parallels and Convergences in Celtic and Romance Philology”. Australian Celtic Journal, 1.
- “Vocabulary Renewal Trends in the Modern Celtic Languages.” Origins and Revivals: Proceedings of the First Australian Conference of Celtic Studies, pp. 69-90.
- 1990 “Idealist Nationalism and Linguistic Dogma in Italy”. In The Shared Horizon. Dublin: The Academic Press.
- 1992 Timor Oriental: n’est-ce qu’il qu’une question politique? Églises d’Asia: Agence d’Information des Missions Etrangères de Paris, Dossiers et documents No. 9/92.
- 1993 The Malta Language Question: A Case Study in Cultural Imperialism. Malta: Said International.
- 1994 Building the Kingdom: Mary MacKillop and Social Justice. Melbourne: Collins Dove.
- 1994 Instituto de Estudos Timorenses “Maria Mackillop” - Orientação para a Padronização da Língua Tetum. Baulkham Hills (Sydney).
- 1998 Mai Kolia Tetun. A Course in Tetum-Praça, Sydney, Australian Catholic Relief and the Australian Catholic Social Justice Council.
- 2001 Timór-Lorosa’e: Identidade, lian no polítika edukasionál (Timor-Leste: Identidade, Língua e Política Educacional). Lisboa: Ministério dos Negócios Estrangeiros/Instituto Camões.
- 2002 The Languages of East Timor. Some Basic Facts, Instituto Nacional de Linguística, Universidade Nacional de Timor Lorosa'e. The Languages of East Timor
- 2002 Standard Tetum-English Dictionary, 2nd Ed, Allen & Unwin Publishers ISBN 978-1-86508-599-9
- 2005 (com Lance Eccles). Gramática da Língua Tétum. Lisboa: Lidel
- 2006 (com Halyna Koscharsky) Contours and consequences of the lexical divide in Ukrainian. Australian Slavonic and East European Studies, Vol 20, Nos 1-2
- 2010 The Banished Heart: Origins of Heteropraxis in the Catholic Church. London: T&T Clark.